# سيراني (شاعر)
سيراني (التركية: Âşık Seyrani؛ 1800–1866 م) كان شاعرًا شعبيًا تركيًا.

## السيرة
تاريخ ميلاد سيراني غير مؤكد لكنه وُلد في ديفيلي [الإنجليزية]. هناك سجلات تشير إلى أنه ولد في عام 1800 أو 1807. كان من ديفيلي [الإنجليزية] (تُعرف حينئذٍ بإفريك)، وهي قضاء ولاية قيصري اليوم. إن اسم سيراني الحقيقي هو محمد.
قبل أن يذهب السيراني إلى إسطنبول تزوج وأنجب من هذا الزواج: سيف الله، نصر الله، أمينة، فاطمة، زليخة، وحواء. لا يزال بعض أحفاد السيراني يقيمون في ديفيلي والبعض الآخر في نيده.

## الفهرس
ذهب سيراني إلى إسطنبول حيث التقى على شعراء الساز والقلم في ذلك الوقت. يكمل السيراني تعليمه المدرسي، الذي لم يكمله أثناء وجوده في إسطنبول.
ولكن السيراني شاعر لم يستطع بحكم شخصيته أن يتجاهل الأخطاء التي يراها من حوله، حتى لو كان السلطان هو الذي يرتكب هذه الأخطاء، وقد سخر من هذه المواقف بشكل كبير في قصائده. ولذلك تم فتح تحقيق ضده واضطر إلى الفرار إلى ديفيلي بمساعدة صديق من ديفيلي حتى لا يُقبض عليه.

## الإرث
إن نصب تمثال السيراني [الإنجليزية] للنحات جوردال دويار في <span typeof="mw:Transclusion" data-mw="{&quot;parts&quot;:[{&quot;template&quot;:{&quot;target&quot;:{&quot;href&quot;:&quot;قالب:وإو&quot;,&quot;wt&quot;:&quot;وإو&quot;},&quot;params&quot;:{&quot;1&quot;:{&quot;wt&quot;:&quot;ديفيلي&quot;},&quot;2&quot;:{&quot;wt&quot;:&quot;Develi&quot;}}}}]}"></span>، في 4 نيسان 1976. أصبح رمزًا للمدينة.